# Butch Baldassari
Jerome Henry 'Butch' Baldassari (Scranton (Pennsylvania), 11 december 1952 – Nashville (Tennessee), 10 januari 2009) was een Amerikaanse jazz- en bluegrassmandolinist, sessiemuzikant, componist en muziekdocent.

## Biografie
Baldassari speelde als tiener gitaar in rockbands met zijn broer Buster, maar wisselde in 1972 naar de mandoline tijdens het Philadelphia Folk Festival, toen hij Andy Statman zag met David Bromberg en Barry Mitterhoff met de Bottle Hill Boys. Tijdens het afronden van postdoctoraal werk aan de University of Nevada trad Baldassari toe tot de bluegrassband Weary Heart, waarvan hij lid was van 1986 tot 1990. Naast Baldassari omvatte de band Mike Bub (bas), Ron Block (banjo, gitaar) en Chris Jones (gitaar). In 1988 wonnen ze de «Best Bluegrass Band Award» van de Society for the Preservation of Bluegrass Music in America (SPBGMA).
Baldassari verhuisde in 1985 naar Nashville en richtte in 1990 het Nashville Mandolin Ensemble op. Hun muzikale repertoire omvatte bluegrass, klassiek, Keltisch en jazz en ze bliezen het 19e-eeuwse mandoline-orkestconcept nieuw leven in: 11 muzikanten met mandocello, mandola, gitaar en bas.
Van 1992 tot 1998 was Baldassari lid van de bluegrassband Lonesome Standard Time met Larry Cordle (zang, gitaar), Glen Duncan (viool), Keith Little (banjo, gitaar), Robin Smith (bas) en Charlie Cushman (gitaar). Hun album Lonesome River Band uit 1992 werd genomineerd voor een Grammy Award en het nummer Lonesome Standard Time werd in 1993 door de International Bluegrass Music Association uitgeroepen tot «Song of the Year». In 1995 trad Baldassari op met violist Richard Greene in zijn band The Grass is Greener. Hun album Sales Tax Toddle uit 1997 werd genomineerd voor een Grammy Award. Het Nashville Mandolin Trio bestond uit Baldassari, Gene Ford (gitaar) en John Hedgecoth (mandocello) en nam verschillende albums op bij het label SoundArt.
Baldassari's laatste opnameproject Leavin' Tennessee was een samenwerking met gitarist Van Manakas en werd uitgebracht op 29 augustus 2010 bij SoundArt. Andere muzikanten die bij het project betrokken waren, waren Stuart Duncan en Bobby Hicks (viool), Scott Vestal (banjo) en Byron House (bas). Baldassari richtte eind jaren 1990 het platenlabel SoundArt Recordings op, dat was gespecialiseerd in akoestische mandolinemuziek en instructie, variërend van klassiek tot bluegrass. Vanaf 1986 gaf Baldassari enkele jaren les aan de Blair School of Music van de Vanderbilt University en bekleedde hij de rang van adjunct-professor mandoline. Daarnaast heeft Baldassari een reeks mandoline-instructieboeken, cd's en dvd's uitgegeven via Homespun Music Instruction.
Baldassari en Professor of Musicology Dale Cockrell produceerden samen het Pa's Fiddle Project, een geprojecteerde 10 cd-serie die de 127 liedjes opneemt die 'Pa Ingalls' speelde in de Little House-boeken van Laura Ingalls Wilder. Baldassari was betrokken bij de productie van de eerste twee cd's in de series Arkansas Traveler en Happy Land: Musical Tributes to Laura Ingalls Wilder. Hij trad ook op op The Pa's Fiddle Primer CD die de PBS tv-special Pa's Fiddle: The Music of America begeleidt. Happy Land: Musical Tributes to Laura Ingalls Wilder maakt deel uit van de We the People National Endowment for the Humanities-collectie, die wordt gedistribueerd naar 2.000 openbare, school- en militaire bibliotheken in de Verenigde Staten en het buitenland. Op 26 oktober 2002 gingen Baldassari en het Owensboro Symphony Orchestra in première met Blue Moon Over Kentucky, zijn georkestreerde eerbetoon aan de instrumentale muziek van Bill Monroe en namen standards op zoals Roanoke en Rawhide.

## Overlijden
In mei 2007 werd bij Butch Baldassari een niet te opereren hersentumor vastgesteld. Hij overleed in januari 2009 op 56-jarige leeftijd. Hij werd overleefd door zijn moeder, vrouw en zoon.

## Discografie

### Soloalbums
- 1987: What's Doin' (Cactus) met Elek Bacsik
- 1990: Evergreen: Mandolin Music for Christmas (SoundArt)
- 1994: Old Town (Rebel Records)
- 1998: Cantabile: Duets For Mandolin And Guitar (SoundArt) met John Mock
- 1998: New Classics for Bluegrass Mandolin (SoundArt)
- 1999: Reflections (SoundArt) met John Carlini
- 2002: Silent Sound: Nightfall (Spring Hill) met David Hoffner
- 2003: Romance In Venice (Spring Hill) met Jack Jezzro
- 2004: Travellers (SoundArt) met Robin Bullock en John Reischman
- 2006: A Day in the Country (SoundArt)
- 2007: The Vespa Love Festival Sessions (CD Baby)
- 2007: Music of O'Carolan (SoundArt) met John Mock
- 2010: Leavin' Tennessee (SoundArt) met Van Manakas

### Als lid van Weary Heart
- 1987: Faith Is The Answer (Cactus)
- 1989: By Heart (Flying Fish)

### Als lid van The Nashville Mandolin Ensemble
- 1995: Plectrasonics (CMH)
- 1996: Gifts (Sony Music)
- 1998: All the Rage (New World Records)
- 2004: Bach, Beatles, Bluegrass (SoundArt)
- 2006: Nashville Mandolin Ensemble – Classical (SoundArt)

### Als lid van Lonesome Standard Time
- 1992: Lonesome River Band (Sugar Hill)
- 1993: Mighty Lonesome (Sugar Hill)
- 1995: As Lonesome as It Gets (Sugar Hill)

### Als lid van The Grass is Greener
- 1996: Wolves A Howlin' (Rebel)
- 1997: Sales Tax Toddle (Rebel)

### Als lid van the Nashville Mandolin Trio
- 1999: American Portraits (SoundArt)

### Als meewerkend artiest
- 2003: diverse artiesten – The Mandolin Tribute to Andrea Bocelli (CMH)
- 2012: diverse artiesten – Pa's Fiddle: Charles Ingalls, American Fiddler (Pa's Fiddle)

### Als producent
- 2006: diverse artiesten – Happy Land: Musical Tributes To Laura Ingalls Wilder (Pa's Fiddle)
- 2006: diverse artiesten – The Arkansas Traveler:  Music from Little House on the Prairie (Pa's Fiddle)

### Ook verschenen op
- 1992: Luke & Jenny Anne Bulla – Luke & Jenny Anne Bulla (Rounder Records)
- 1992: diverse artiesten – All Night Gang: Bluegrass From Nashville (Rebel)
- 1993: Bob Kogut – Heart of the Mountains (Pinecastle)
- 1994: Chubby Wise – Chubby Wise in Nashville (Pinecastle)
- 1994: Kevin Williamson – Write Between the Lines (Pinecastle)
- 1995: George Ducas – George Ducas (Capitol Nashville)
- 1998: Taliesin Orchestra – Maiden of Mysteries: The Music of Enya (Intersound Records)
- 1999: David Amram – Southern Stories (Chrome)
- 2000: Dead Grass – Dead Grass Featuring Vassar Clements (Cedar Glen)
- 2000: diverse artiesten – Pickin' on the Allman Brothers (CMH)
- 2001: Maro Kawabata – Carolina Blue (Copper Creek)
- 2003: Bluegrass All-Stars – Play Country Classics (Varèse Sarabande)
- 2003: diverse artiesten – Blue Ridge Mountain Mandolin (Pinecastle)
- 2004: Montana Skies – Chasing the Sun (Sonic Grapefruit)
- 2007: Kathy Chiavola – Somehow (My)
- 2008: Craig Duncan and the Smoky Mountain Band – Bluegrass Jamboree (Green Hill)
- 2012: diverse artiesten – To Rome With Love Motion Picture Soundtrack (Sony Classical)

### Tributealbums
- 2009: Road Home, a Tribute to Butch Baldassari (SoundArt)

### Muziekinstructie video's
- 1996: You Can Play Bluegrass Mandolin Vol. 1 dvd (Homespun)
- 1996: You Can Play Bluegrass Mandolin Vol. 2 dvd (Homespun)
- 1997: Thirty Fiddle Tunes for the Mandolin cd (Homespun)
- 2003: Mandolin Tunes for Practice and Repertoire boek/cd (Homespun)
- 2004: Butch Baldassari's Bluegrass Mandolin Workshop dvd (Homespun)
- 2008: Mandolin Hymns cd (Homespun)
- 2008: Appalachian Mandolin & Dulcimer boek/cd (Homespun) met David Schnaufer
- 2013: Mandolin Jam Along boek/cd (Homespun) met Matt Flinner

### Muziekboeken
- 1995: Evergreen: Mandolin Music for Christmas (Mel Bay)
- 2001: New Classics for Bluegrass Mandolin (Mel Bay)
- 2015: Cantabile: Duets for Mandolin and Guitar (Mel Bay) met John Mock

- Library of Congress Control Number: n97090958
- MusicBrainz: 0f11b35e-dc57-49e3-9075-7a4af2a04797
- Nationale Bibliotheek van Tsjechië: xx0065221
- Virtual International Authority File: 305239830